# Aleksandr Anipkin
Aleksandr Michajłowicz Anipkin (ros. Алекса́ндр Миха́йлович Ани́пкин, ur. 22 czerwca 1940 we wsi Wierchniaja Soinka w obwodzie stalingradzkim, zm. 2014) – radziecki i rosyjski polityk.

## Życiorys
Miał stopień kandydata nauk filozoficznych, od 1962 należał do KPZR, od 1969 był funkcjonariuszem partyjnym. Pełnił funkcję m.in. I sekretarza Komitetu Miejskiego KPZR w Uriupinsku, sekretarzem Komitetu Obwodowego KPZR, I sekretarzem Komitetu Miejskiego KPZR w Wołgogradzie, a od 16 marca 1990 do 23 sierpnia 1991 I sekretarzem Komitetu Obwodowego KPZR w Wołgogradzie. W 1990 został deputowanym ludowym RFSRR/Rosji (do 1993).

## Odznaczenia
- Order Lenina
- Order Czerwonego Sztandaru Pracy
- Medal 100-lecia urodzin Lenina